# Locketiella
Locketiella is een geslacht van spinnen uit de familie hangmatspinnen (Linyphiidae).

## Soorten
De volgende soorten zijn bij het geslacht ingedeeld:
- Locketiella merretti Millidge, 1995
- Locketiella parva Millidge & Russell-Smith, 1992